# Szelevény
Szelevény là một thị trấn thuộc hạt Jász-Nagykun-Szolnok, Hungary. Thị trấn này có diện tích 45,39 km², dân số năm 2010 là 1067 người, mật độ 24 người/km².